# Belvedere (Montevideo)
Belvedere (en castellà, Barrio de Belvedere) és un barri de Montevideo, Uruguai. Limita amb els barris de Nuevo París al nord-oest, Sayago al nord-est, Paso de las Duranas a l'est, el Prado al sud-est, La Teja i Tres Ombúes al sud. Una zona coneguda com a Paso Molino, la qual comença en el Prado i s'estén per Belvedere, és una important àrea de comerç.

## Galeria

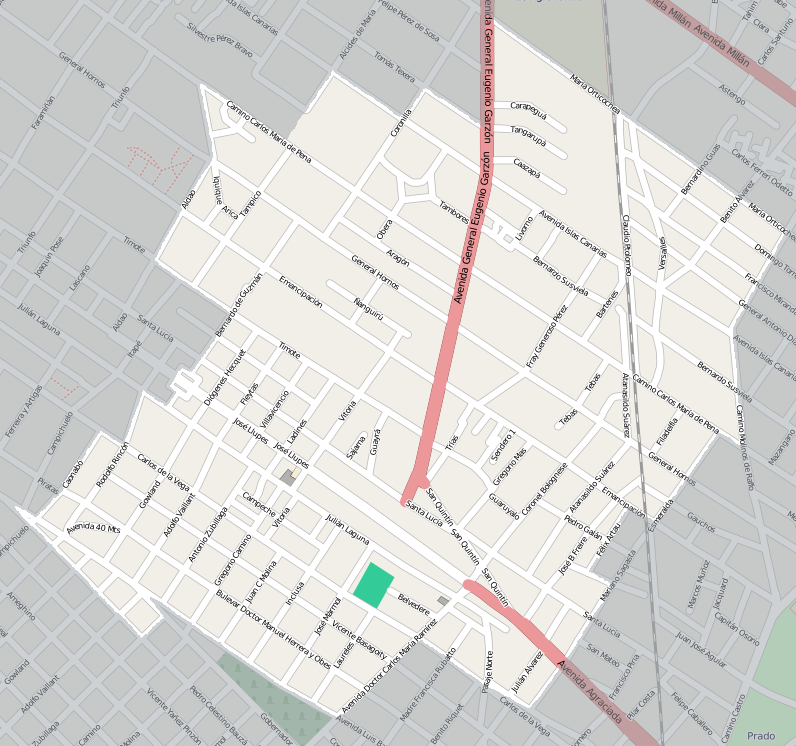
Mapa de Belvedere.
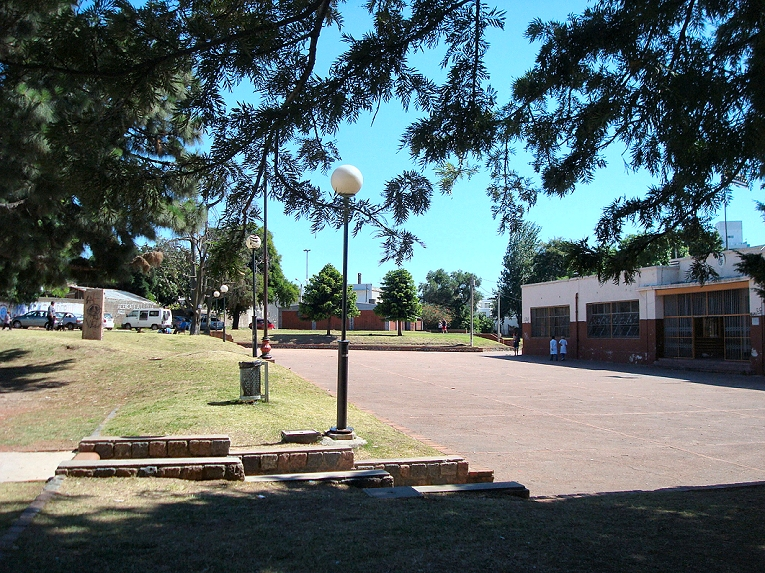
Parc Bellán.